# Салтино (Модена)
Салтино је насеље у Италији у округу Модена, региону Емилија-Ромања.
Према процени из 2011. у насељу је живело 116 становника. Насеље се налази на надморској висини од 345 м.